# Jean Favier
Jean Favier (Parigi, 2 aprile 1932 – Parigi, 12 agosto 2014) è stato uno storico e archivista francese.

## Biografia
Dopo gli studi secondari ai licei Buffon e Henri-IV, fu studente all'École nationale des chartes, dove si laureò e conseguì il diploma di archivista-paleografo nel 1956 discutendo una tesi intitolata Un conseiller de Philippe le Bel: Enguerrand de Marigny. Nello stesso anno e per due anni fu nominato membro della Scuola Francese di Roma.
Fu quindi curatore dell'Archivio nazionale dal 1958 al 1961. Laureato in storia nel 1961, fu nominato professore al liceo d'Orléans per l'anno 1961 e successivi. Ottenne poi un posto di ricercatore associato presso il CNRS che mantenne dal 1962 al 1964.
Nel 1967 discusse la sua tesi di dottorato su Les Finances pontificales à l'époque du grand Schisme d'Occident.
Ha seguito quindi la carriera accademica dapprima come docente all'Università di Rennes (al Centro universitario di Brest 1964-1966), come professore all'Università di Rouen (1966-1969), poi a Parigi, come direttore degli studi all'École pratique des hautes études (1965-1997) e infine professore all'Università Parigi-Sorbona nel 1969. Fino al 1997 vi insegnò paleografia medievale.
Parallelamente alla sua carriera di insegnante-ricercatore, ricoprì incarichi di rilievo nell'amministrazione della cultura. Nel 1975 fu nominato direttore generale degli archivi di Francia  (gestendo direttamente anche gli Archivi nazionali), incarico che mantenne per 19 anni, dal 1975 al 1994, e che fu segnato dalla promulgazione di una nuova legge sugli archivi, dalla costruzione di numerosi edifici d'archivio sia a Parigi che nei dipartimenti e da un'attività internazionale molto importante. Poi, dal 1994 al 1997, è stato il primo presidente della nuova Biblioteca nazionale di Francia.
Dal 1979 al suo scioglimento nel 1998, ha presieduto l'Associazione francese delle celebrazioni nazionali. Ha poi presieduto, dal 2008 al 2012, l’Alto Comitato per le Celebrazioni Nazionali (divenuto delle "commemorazioni nazionali" dal 2011).
Fu membro dell'Académie des inscriptions et belles-lettres dal 1985 (l'ha presieduta nel 1995), presidente della Commissione francese per l'UNESCO e membro del club Le Siècle. Ha diretto la Revue historique dal 1973 al 1997.
Uscito nel 1978 dopo numerose pubblicazioni accademiche, il suo Philippe le Bel lo ha fatto conoscere a un vasto pubblico e ha inaugurato una lunga serie di pubblicazioni edite principalmente da Fayard dove ha anche curato, dal 1992 al 1995, una Histoire de France in sei volumi di cui scrisse il secondo volume intitolato Le Temps des principautés. De l'an mil à 1515, nonché un Dictionnaire de la France médiévale, pubblicato nel 1993.
Jean Favier è stato curatore del castello di Langeais, proprietà dell'Istituto. Ha anche lavorato alla radio, conducendo in particolare il programma Question pour l'Histoire su France Inter. Dal 1984 al 1987 è stato direttore di TF1. Dal 1988 al 2002 ha presieduto l'Association des lauréats du concours général. Dal 2007 al 2013 è stato il primo presidente del Comitato storico della città di Parigi.
Morì il 12 agosto 2014 di cancro. La cerimonia funebre ha avuto luogo nella chiesa di San Francesco Saverio (VII arrondissement di Parigi). Il ministro della cultura e della comunicazione, Aurélie Filippetti, vi rese omaggio al grande storico e servitore dello Stato.

### Vita privata
Jean Favier è stato sposato dal 1956 fino alla sua morte con l'archivista Lucie Favier.
Appassionato di organo, fu anche organista dilettante e si esibì in audizioni private, oltre a essere membro di giuria in concorsi dedicati a questo strumento.

## Pubblicazioni
- «Introitus et exitus» sous Clément VII et Benoît XIII, Roma, Istituto di paleografia dell'Università di Roma, 1957.
- Les Archives, Parigi, PUF, coll. Que sais-je?, 1959.
- Les Mouchards, Parigi, (sotto lo pseudonimo di Michel Sicard) (ill. di Pierre Joubert), Alsatia, coll. « Signe de piste», 1959.
- La Fuite du commandeur (sotto lo pseudonimo di Michel Sicard), ill. di Michel Gourlier, Parigi, Alsatia, coll. «Signe de piste», 1960.
- Un conseiller de Philippe le Bel: Enguerran de Marigny, PUF, Parigi, 1963 - Premio Gobert 1964 e 1965 dell'Académie des inscriptions et belles-lettres.
- Les Finances pontificales à l'époque du Grand Schisme d'Occident, 1378-1409, Parigi, De Boccard, 1966 - Premio Gobert 1968.
- De Marco Polo à Christophe Colomb, Parigi,  Larousse, 1968.
- Les Contribuables parisiens à la fin de la guerre de Cent Ans, les rôles d'impôt de 1421, 1423 et 1438, Parigi/Ginevra, Droz, 1970.
- Paris au XVe siècle, Parigi, Hachette, 1974.
- Le Registre des compagnies françaises: 1449-1467, Parigi, Imprimerie nationale, 1975.
- Philippe le Bel, Parigi, Fayard, 1978.
- La Guerre de Cent Ans, Fayard, Parigi 1980. Grand prix Gobert 1981 dell’Académie française - V prix Pierre-Lafue 1981.
- François Villon, Parigi, Fayard, 1982.
- Une histoire de la Normandie, Rennes, Ouest-France, 1986.
- De l'Or et des épices: naissance de l'homme d'affaires au Moyen Âge, Fayard, Parigi, 1987.
- Archives nationales: quinze siècles d'histoire, Parigi, Nathan, 1988.
- Chronique de la Révolution, 1788-1799, Parigi, Larousse, 1988.
- L'Univers de Chartres, Parigi, Éditions Bordas, 1988.
- Les Grandes Découvertes: d'Alexandre à Magellan, Parigi, Fayard, 1991.
- Le Temps des principautés, tomo 2 della sua Histoire de France, Parigi, Fayard, 1992.
- (FR) Dictionnaire de la France médiévale, Parigi, Fayard, 1993, ISBN 2-213-03139-8.
- La France féodale, Parigi, le Grand livre du mois, 1995.
- La Naissance de l'État, Parigi, le Grand livre du mois, 1995.
- Paris, deux mille ans d'histoire, Parigi, Librairie Arthème Fayard, 1997 - prix du nouveau cercle de l'union 1997.
- Charlemagne, Parigi, Librairie Arthème Fayard, 1999.
- Louis XI, Parigi, Fayard, 2001.
- Les Plantagenêts: origines et destin d'un empire: XIe – XIVe siècle, Parigi, Fayard, 2004.
- Les papes d'Avignon, Fayard, 2006, ISBN 2213625247.
- Le Roi René, Fayard, 2008 ISBN 978-2-213-63480-7
- Saint Onuphre, un après-guerre à l'ombre d'un clocher parisien, Fayard, 2009.
- Pierre Cauchon ou les maîtres dans la tourmente, Fayard, 2010 ISBN 978-2-213-64261-1
- Le Bourgeois de Paris au Moyen Âge , Tallandier, 2012
- Les Palais de l'histoire, Le Seuil, 2016 (opera postuma pubblicata dai figli).

## Onorificenze
- Gran croce della Legion d'onore (14 luglio 2010)[3]
- Gran croce dell'Ordine nazionale al merito
- Commendatore dell'Ordine delle Palme Accademiche
- Commendatore dell'Ordine delle arti e delle lettere
- Ufficiale dell'Ordine al merito di Germania
- Commendatore dell'Ordine della Corona (Belgio)
- Commendatore dell'Ordine della Corona di quercia (Lussemburgo)
- Medaglia ai benemeriti della cultura e dell'arte (Italia)[11]